# Василь Масцюх
Василь Масцюх (30 березня 1873, Нова Весь, Австро-Угорщина — 12 березня 1936, Риманів-Здрій) — польсько-український церковний діяч УГКЦ, перший Апостольський адміністратор Апостольської Адміністратури Лемківщини (1934—1936).

## Біографія
Василь Мастюх народився в родині греко-католиків у 1873 році в Перемишльській єпархії. Після закінчення народної школи та гімназії вивчав богослов'я у Львові і Відні.
5 листопада 1899 року був висвячений на диякона, а 12 листопада 1899 року — на священника владикою Костянтином Чеховичем для рідної єпархії. Він продовжив навчання у Львівському та Віденському університетах, отримавши ступінь доктора канонічного права в 1903 році. Мастюх був професором канонічного права в духовній семінарії в Перемишлі та у Львівському університеті з 1903 по 1920 рік, з деякою перервою, коли він перебував у таборі інтернованих Талергоф під час Першої світової війни. Наступні чотирнадцять років, від 1920 до 1934 року душпастирював для греко-католицької парафії в Горожанній Вельці.
17 листопада 1934 року о. Мастюх був призначений Папою Пієм XI першим Апостольським Адміністратором новоствореної Апостольської Адміністратури Лемківщини (яка згодом була піднесена до рангу Апостольського Екзархату) без сану єпископа. Він несподівано помер у своїй резиденції в Риманув-Здруй 12 березня 1936 року у віці 62 років.